# Amerikaanse amberboom
De Amerikaanse amberboom (Liquidambar styraciflua) is een loofboom uit de familie Altingiaceae. De plant komt van oorsprong uit het oosten van Noord-Amerika. De Amerikaanse amberboom wordt als sierboom sinds 1688 aangeplant in Europa. Er zijn enkele cultivars.

## Beschrijving

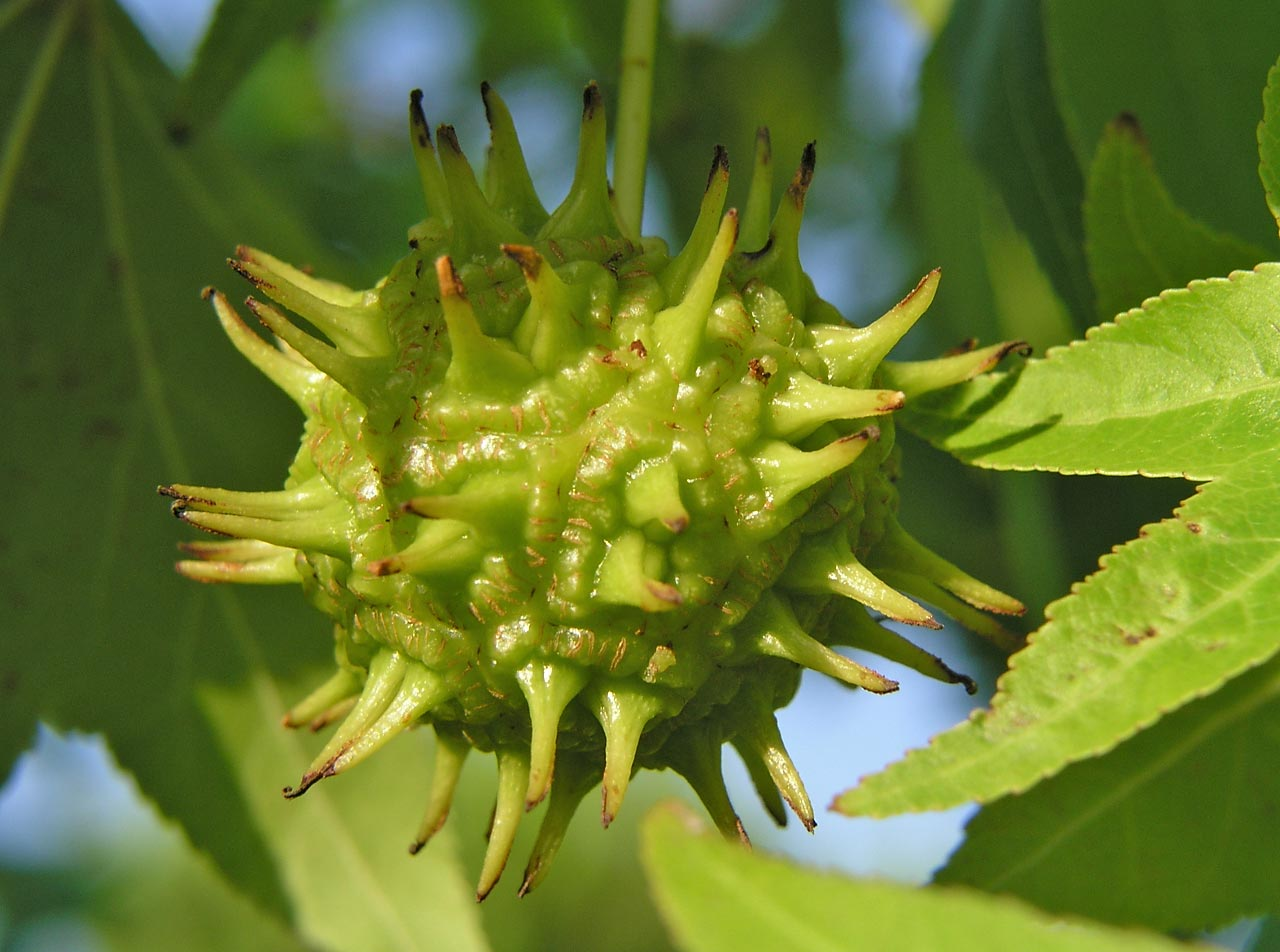
Het vruchthoofdje is kogelvormig, verhout en stekelig met zoetig vruchtvlees

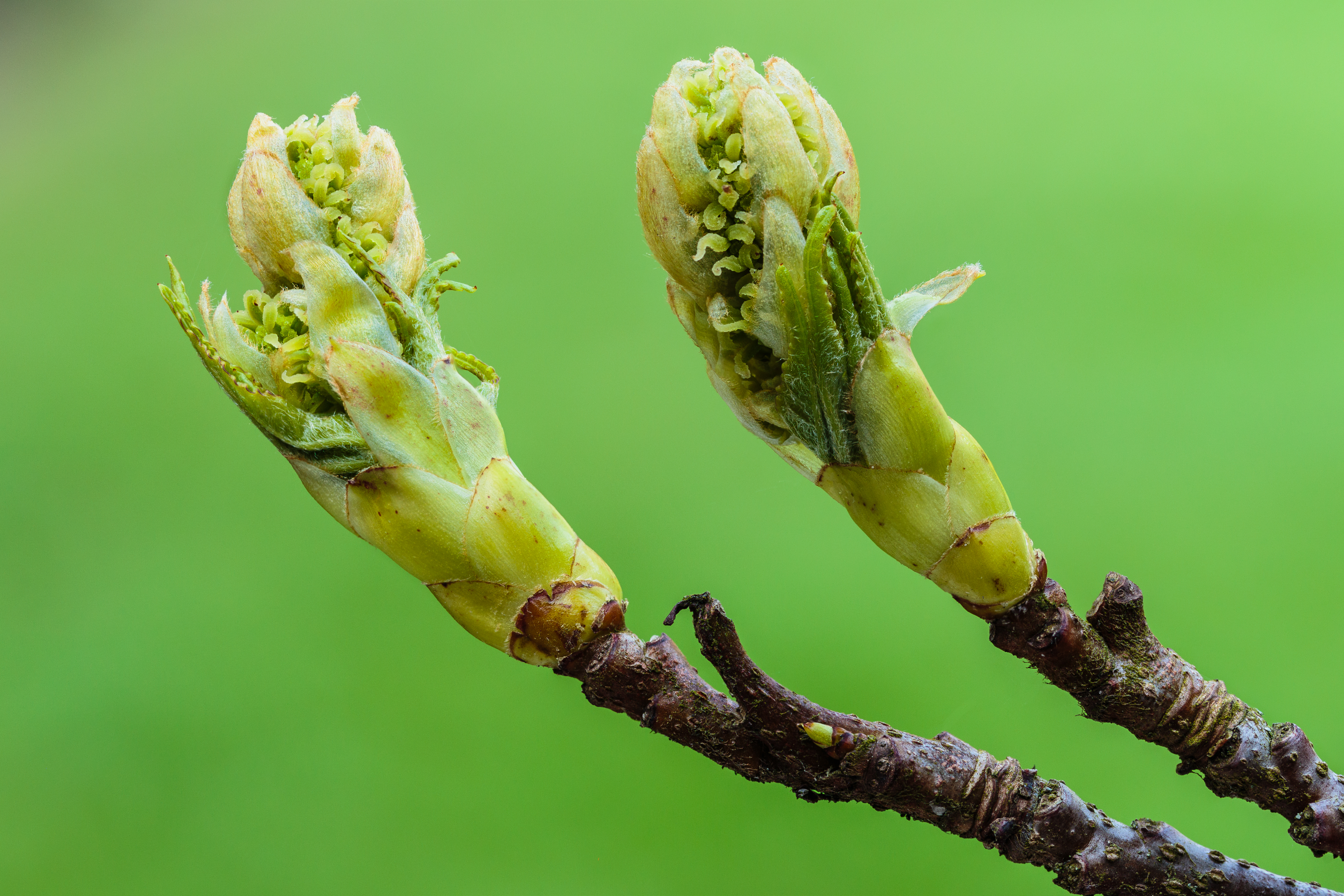
Blad en bloemknoppen in ontwikkeling van een Amberboom (Liquidambar styraciflua).

De Amerikaanse amberboom kan tot 45 m hoog worden, maar wordt in Noordwest-Europa niet hoger dan 10-20 m. Hij neemt in de Lage Landen tamelijk langzaam in grootte toe hoewel hij in het herkomstgebied geldt als een snelle groeier. Amerikaanse bomen bleken na kap tot vier eeuwen oud. 
De Amerikaanse amberboom heeft veel zon nodig. De jonge boom heeft een kegelvorm. Later wordt de boom breder met een eironde tot ronde vorm. De jonge bast is roodbruin, later wordt deze grijsbruin en diep gegroefd. De diepe groeven lijken op de pantserschubben van een krokodil; de boom wordt in Amerika ook wel alligatorwood genoemd. Bij oudere bomen worden op de takken en twijgen kurklijsten gevormd. De bladeren doen denken aan die van de esdoorn, maar hebben een verspreide bladstand. Het blad is handvormig samengesteld, vijf- tot zeventallig en 10-15 cm groot. De nervatuur van het blad is handnervig en het blad heeft een gezaagde bladrand. De bladsteel is lang samen met de vruchtsteel.  De vrucht zelf is in het bijzonder bezet met stekels. Het blad heeft mooie herfstkleuren: dieprood, geel en oranje. Stukgewreven bladeren geven een aangename zoete geur af. De oliehoudende hars in de bast werd en wordt in Amerika ('Sweet Gum') gebruikt als basis van kauwgom en als geurstof in voedingsmiddelen, tabak en parfum. De hars bevat ook geneeskrachtige stoffen en werd door stammen als de Cherokee en de Choctaw daarom aangewend bij wonden, huidkwalen, problemen met de spijsvertering en verkoudheid. De inhoudsstof shikiminezuur ligt ook aan de basis van een medicijn tegen griep. Het hout heet satijnnoten, het glanst als zijde en splintert niet en wordt toegepast in de meubelmakerij, onder andere als fineer. 
De boom is eenhuizig en bloeit in april en mei met eenslachtige bloemen. De amberboom kenmerkt zich verder door de bolvormige vruchthoofdjes. Die bevatten veertig tot zestig kleine doosvruchtjes die weer ieder een of twee zaden bevatten. De vruchthoofdjes hebben een diameter van vijfentwintig tot achtendertig millimeter. 

## Verspreidingsgebied

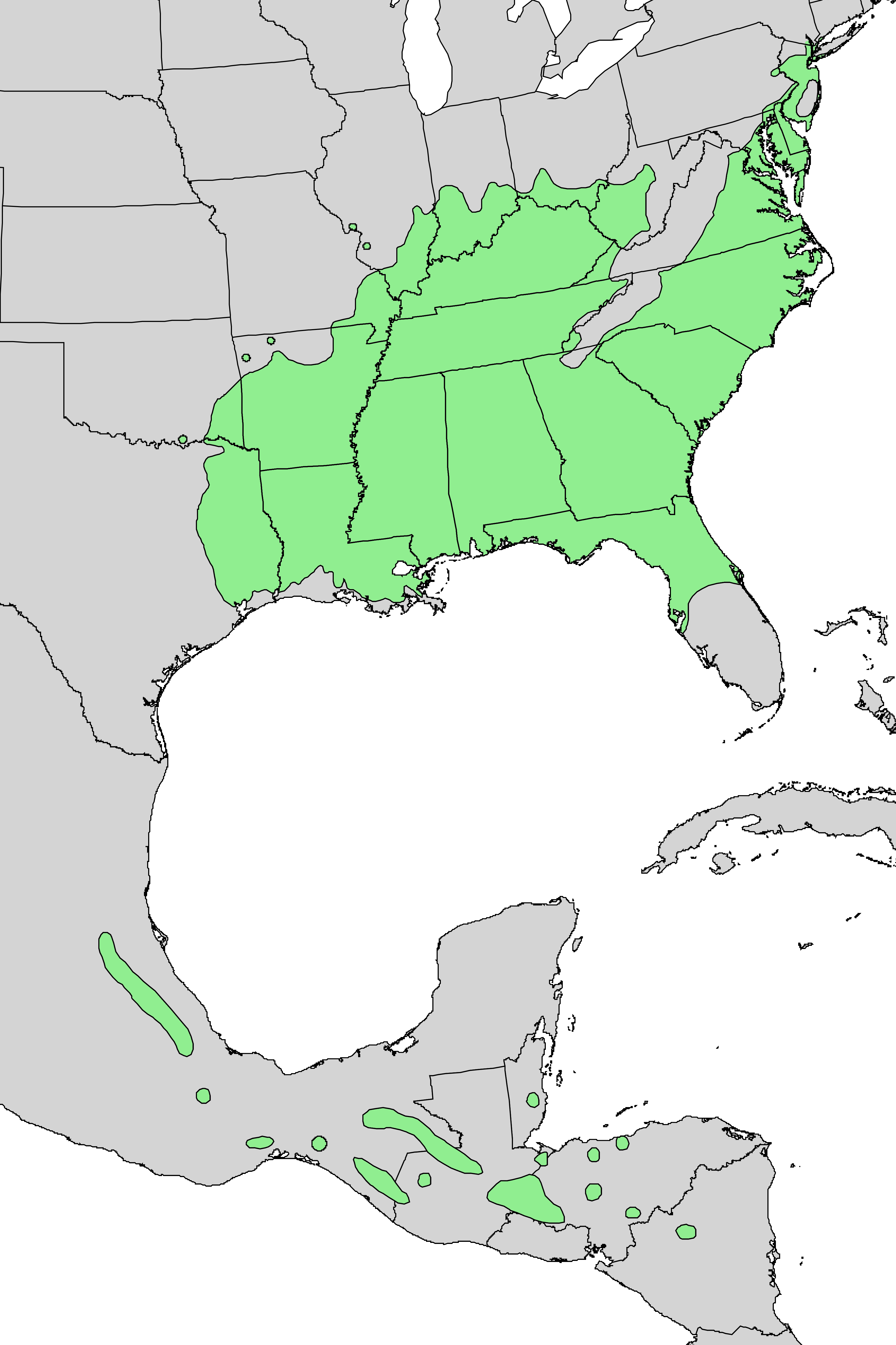
Verspreidingsgebied

De Amerikaanse amberboom is een van de meest voorkomende hardhoutsoorten in het zuiden van de VS. Binnen de VS komt het voor van het meest zuidwestelijke deel van Connecticut, westelijk en zuidelijk Missouri, en het oostelijke deel van Texas tot aan centraal Florida. Maar de boom groeit ook in Mexico, van zuidelijk Nuevo León tot zuidelijk Chiapas. Ook in Guatemala en Honduras komt de boom voor.
De boom komt in de Verenigde Staten voor tot op gemiddelde hoogte, terwijl de boom in de Latijns-Amerikaanse landen tot de nevelwouden behoort, daar groeit de boom tot op grotere hoogtes waar het klimaat meer gematigd is.
Wegens het decoratieve blad wordt de boom tamelijk vaak aangeplant in steden en parken van Europa en Australië.

## Ontdekking en naamgeving
De Amerikaanse amberboom was al van oudsher bij de indianen van Amerika bekend, die de gom ervan verbrandden als geurstof. Na de Spaanse verovering van Midden-Amerika ontdekten de Europeanen de gom. Juan de Grijalva, de neef van de Spaanse gouverneur van Cuba, meldde in 1517 dat ze van Maya's hol riet ten geschenke kregen van een el lang, gevuld met kruiden en een welriekende amber. Het kon in brand gestoken worden om de lucht te zuiveren. De boom had ook een speciale naam in de taal van de Azteken, het Nahuatl: Ocotzocuahuitl, een combinatie van ocotl (Pinus), tzotl (hars) en cuahuitl (boom). In 1615 beschreef de Spaanse natuurvorser Francisco Hernández de Toledo postuum de boom waarbij hij ook de vloeibare geurige gom vermeldde. De eerste die een Latijnse naam toepaste, was John Ray in zijn Historia Plantarum van 1686 waarin hij de boom als Styrax liquida aanduidde. De botanische verzamelaar dominee John Baptist Banister zond in 1681 als eerste een exemplaar naar Europa dat geplant werd in de tuin van Fulham Palace.
Liquidambar styraciflua is in 1753 formeel benoemd door Linnaeus in Species plantarum op basis van een exemplaar hem toegezonden door Pehr Kalm na diens ontdekkingsreizen in Noord-Amerika. De geslachtsnaam is afgeleid van het Latijn liquidus, "vloeibaar" en het Arabisch ambar, "gom", een verwijzing naar de welriekende rode gom die de bladeren van de boom bij warmte afscheiden en die uit de stam kan worden afgetapt, de storax of styrax, die in Klein-Azië al eeuwen uit de verwante soort Liquidambar orientalis werd gewonnen. Die gom verklaart ook de soortaanduiding styraciflua die "met storax vloeiend" betekent.

## Cultivars
De cultivars worden vegetatief vermeerderd door enting op soortonderstammen. Er zijn cultivars met zeer verschillende bladvormen en bladkleuren. Voor aanplant in de Lage Landen worden Liquidambar styraciflua 'Moraine' en Liquidambar styraciflua 'Worplesdon' veel toegepast.